# Врейгуве-Капелле
Врейгуве-Капелле (нід. Vrijhoeve-Capelle) — село в нідерландській провінції Північний Брабант. Входить до муніципалітету Валвейк.
Його площа — 3,99 км², а населення станом на 2021 рік становило 4080 осіб.
Перша згадка про населений пункт датується 1523 роком.
До 1923 року мало статус окремого муніципалітету.

## Галерея

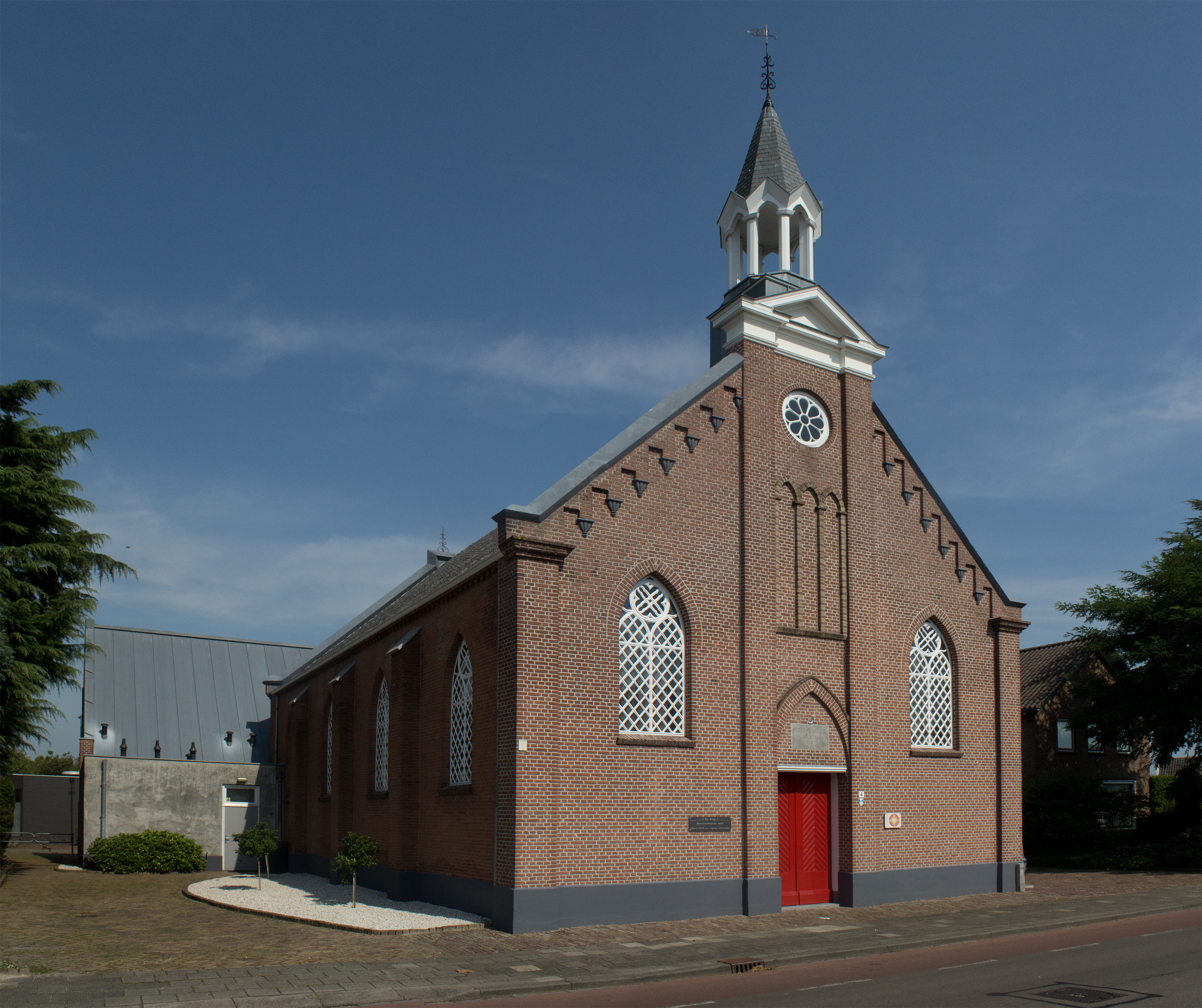
Реформістська церква
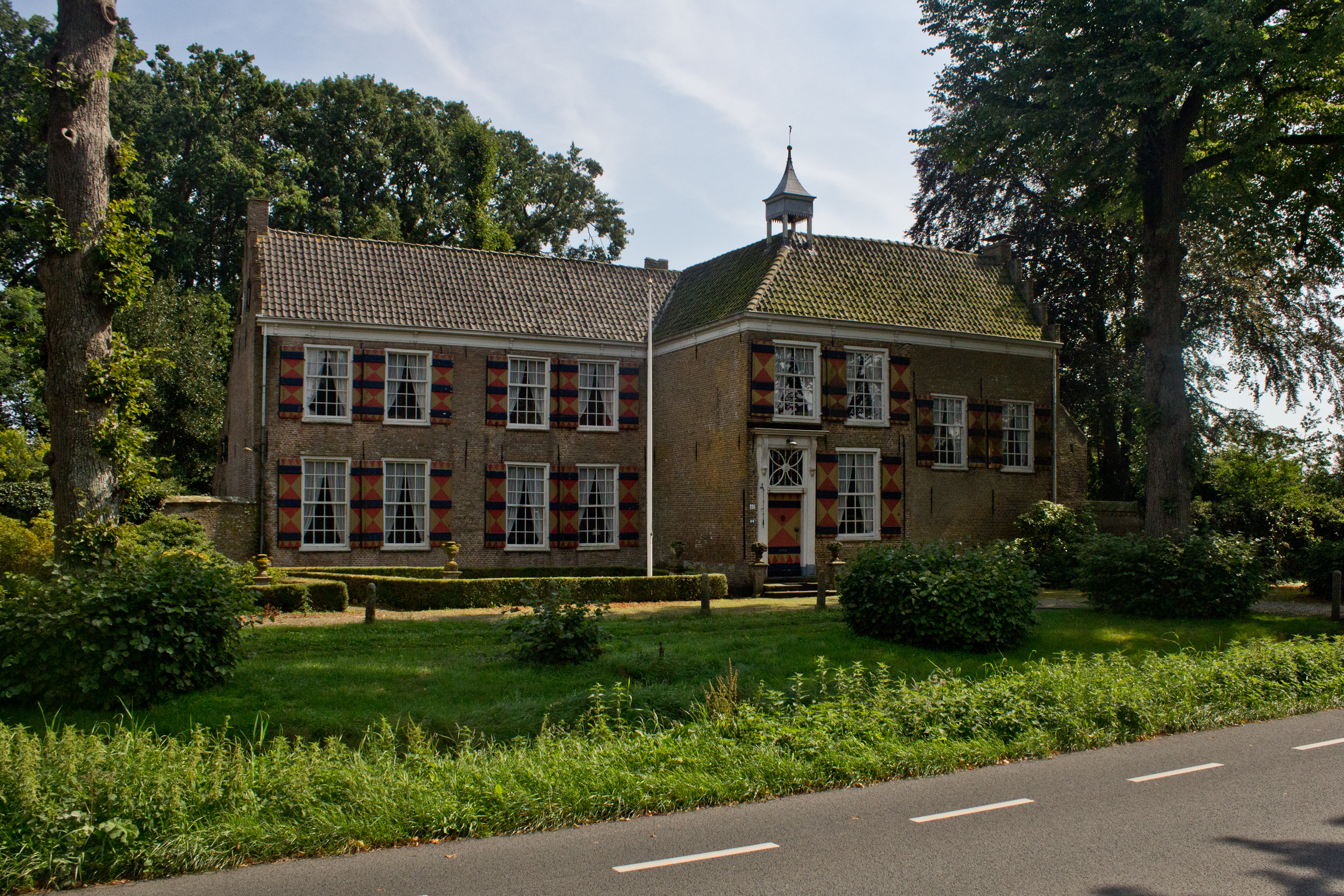
Садиба Zuidewijn